# A Guy, a Gal and a Pal
A Guy, a Gal and a Pal est un film américain d'Oscar Boetticher Jr., sorti en 1945.

## Synopsis
Helen hésite entre la sécurité financière que lui offre Granville Breckinridge et l'amour qu'elle ressent pour Jimmy Jones.

## Fiche technique
- Titre original : A Guy, a Gal and a Pal
- Réalisation : Oscar Boetticher Jr.
- Scénario : Monte Brice
- Direction artistique : Hilyard Brown, Charles Clague
- Décors : George Montgomery
- Photographie : Glen Gano
- Son : Howard Fogetti
- Montage : Otto Meyer
- Production : Wallace MacDonald
- Production exécutive : Irving Briskin
- Société de production : Columbia Pictures Corporation
- Société de distribution : Columbia Pictures Corporation
- Pays d’origine :  États-Unis
- Langue originale : anglais
- Format : Noir et blanc — 35 mm — 1,37:1 — son Mono (Western Electric Mirrophonic Recording)
- Genre : Comédie dramatique
- Durée : 62 minutes
- Date de sortie : 
  - États-Unis : 8 mars 1945

## Distribution
- Ross Hunter : Jimmy Jones
- Lynn Merrick : Helen Carter
- Ted Donaldson : Butch
- George Meeker : Granville Breckenridge
- Jack Norton : Norton
- Will Stanton : Barclay